# 张建新
张建新（1935年9月—2012年12月30日），男，河北平山人，中华人民共和国政治人物，曾任中共河北省委副秘书长、办公厅主任，河北省人大常委会副主任。